# Our World in Data
Our World in Data (OWID, с англ. — «Наш мир в данных») — некоммерческий электронный проект, публикующий в открытом доступе данные о глобальных проблемах человечества, таких как болезни, голод, глобальное потепление, войны, катастрофы, социальное неравенство и бедность. В период пандемии COVID-19 проект стал одним из ведущих источников мировой статистики по распространению заболевания.
Данными OWID регулярно пользуются ведущие мировые СМИ — например, The New York Times, The Economist, The Atlantic, The Guardian и другие. Исследования проекта цитируются в крупнейших академических журналах, включая Science, Nature, Proceedings of the National Academy of Sciences и The Lancet. Материалы издания используются национальными лидерами, представителями ООН и ВОЗ в ходе официальных брифингов. База данных по тестированию на COVID-19 была опубликована в журнале Nature.
Инициатором проекта стал немецкий социальный историк и экономист Макс Розер, работающий на факультете экономики Оксфордского университета под руководством известного британского экономиста Энтони Аткинсона. Портал был создан в 2013 году, а в 2014 году открыт для широкой публики.
В 2015 году OWID получил грант от Nuffield Foundation в размере 75 883 фунтов стерлингов, а в 2016 и 2018 годах — от Фонда Билла и Мелинды Гейтс, который впоследствии также профинансировал деятельность управляющей организации проекта, Global Change Data Lab. Среди других грантодателей — Всемирная организация здравоохранения, Министерство здравоохранения Великобритании, Quadrature Climate Foundation и Effective Altruism Meta Fund. Кроме того, проект поддерживают частные доноры: к 2025 году более 4000 человек профинансировали его работу, а общий годовой бюджет составил около £2,47 млн в 2023 году.
По состоянию на 2025 год проект Our World in Data управляется некоммерческой организацией Global Change Data Lab, основанной в 2017 году. Именно она владеет сайтом и правами на публикуемые материалы. Исследовательская команда проекта, разрабатывающая научное содержание, аффилирована с программой Oxford Martin Programme on Global Development при Оксфордском университете.

## История

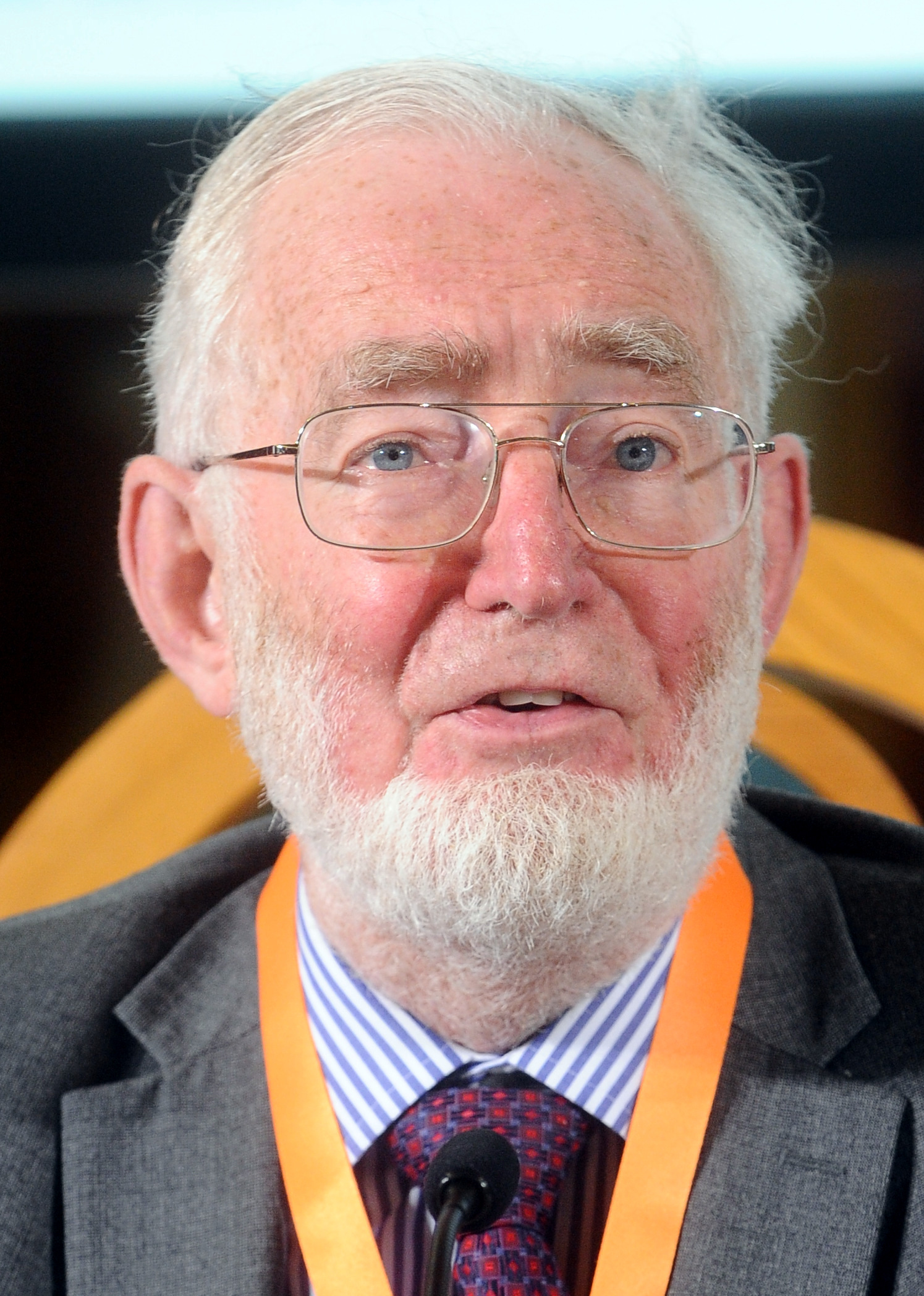
Профессор Энтони Аткинсон в 2015 году

Инициатором создания Our World in Data стал немецкий социальный историк и экономист Макс Розер, первоначально планировавший выпуск монографии о глобальных изменениях. В рамках подготовки он начал собирать разнообразные общедоступные базы данных, графики и академическую литературу в области экономики развития и экономической истории. В 2011 году Розер начал работу в департаменте экономики Оксфордского университета под научным руководством известного британского экономиста Энтони Аткинсона. Идея создания онлайн-платформы, на которой он и его коллеги могли бы публиковать постоянно обновляемый анализ глобальных изменений, пришла к нему летом 2012 года в ходе обсуждений с Аткинсоном — в отличие от печатной монографии, такой сайт позволял бы регулярно редактировать и дополнять материалы. К концу того же года Розер приступил к созданию веб-страницы будущего электронного издания Our World in Data.
Летом 2013 года Розер запустил первую версию портала, защищённую паролем и доступную лишь узкому кругу друзей и коллег. Он начал публиковать первые исследования на основе собранных материалов — о глобальном росте населения, истории массового голода, нищете, уровне грамотности, терроризме. В это же время Аткинсон предложил Розеру предоставить исследователям Оксфорда возможность публиковать свои работы в открытом доступе на платформе Our World in Data. Розер поддержал эту идею.
В 2014 году электронное издание стало доступно общественности. Сразу же после запуска портал привлёк общественное внимание — в течение первых шести месяцев его посетили около 102 тыс. пользователей. К 2018-му охват сайта значительно вырос, и поисковые системы стали выдавать его одним из первых по таким запросам, как «выбросы CO2», «мировая бедность», «детская смертность», «рост населения». К 2016 году сайт посетили более миллиона человек. По состоянию на март 2021 года портал посещали около 8,3 млн пользователей ежемесячно. Из них 15,9 % пользователей были из США, 9,2 % из Японии, 5,9 % из Индии, 4,2 % из Австралии и 4,0 % — Канады. На 2025 год сайт посещали около 100 млн пользователей ежегодно.
В 2017 году для управления OWID была основана некоммерческая организация Global Change Data Lab. Она владеет сайтом и публикуемыми на нём материалами. Исследовательская команда проекта, подготавливающая научное содержание, с 2018 года аффилирована с исследовательской программой Oxford Martin Programme on Global Development при Оксфордском университете.

## Финансирование
Официально OWID зарегистрирован в качестве британской благотворительной организации. Финансирование осуществляется за счёт различных источников. В 2014 году проект получил грант от Nuffield Foundation в размере 75 883 фунтов стерлингов, который был направлен на разработку дизайна и технической базы сайта. К концу 2015 года грантовые средства были исчерпаны, и инициатива оказалась под угрозой закрытия. Платформе помог Джеймс Бешара — основатель краудфандинговой платформы Tilt.com. Будучи поклонником работы OWID, он инициировал кампанию Save OurWorldInData.org. В течение двух недель 139 человек пожертвовали в общей сложности 26 086 долларов США, благодаря чему проект продолжил работу.
В 2016 году проект получил годовой грант от Фонда Билла и Мелинды Гейтс. Средства были направлены на расширение базы данных и публикацию имеющихся материалов в открытом доступе.
В 2018 году Our World in Data стал одной из некоммерческих организаций, получивших грант от Y Combinator. В начале 2019 года сотрудники временно переехали в Кремниевую долину. В этом же году OWID получил финансовую поддержку в размере 620 128 фунтов от немецкой предпринимательницы и филантропа Сусанны Клаттен. Также в 2018 году Фонд Гейтсов предоставил проекту другой грант в размере $1,8 млн. В число других грантодателей входили Всемирная организация здравоохранения и Министерство здравоохранения Великобритании.
Согласно отчёту Global Change Data Lab за 2023 год, целевые и нецелевые гранты для OWID в этом году предоставили Фонд Билла и Мелинды Гейтс, Quadrature Climate Foundation, Google.org (при посредничестве Tides Foundation), Wellcome Trust, а также ряд академических и институциональных партнёров. OWID также принимает частные пожертвования — всего по состоянию на 2025 год проект финансово поддержали более 4000 человек. Согласно годовым отчётам, общий бюджет Global Change Data Lab составил около £2,3 млн в 2020 году, и вырос до £2,47 млн в 2023 году.
В 2022 году OWID сообщил, что получил предложение о гранте в размере $7,5 млн от Future Fund — благотворительной инициативы, финансируемой предпринимателем Сэмом Бэнкманом-Фридом через криптовалютную биржу FTX. Однако OWID отказался от этих средств после появления новостей о крахе FTX и нарушениях, связанных с незаконным использованием клиентских активов.
В 2024 году OWID получил грант от благотворительной организации GiveWell в размере $400 000.

## Основные принципы
Основные принципы проекта основаны на так называемом «оптимистичном» подходе к общественному развитию — интеллектуальной традиции, ярким представителем которой был шведский академик Ханс Рослинг, использовавший статистические данные для иллюстрации положительных трендов в мировом развитии. Как и Рослинг, Розер считает, что благодаря индустриализации у большинства людей значительно повысился уровень жизни, а масштабы таких проблем, как голод, неграмотность и отсутствие доступа к медицине, существенно сократились. В 2015 году Розер даже помогал Рослингу в подготовке документального фильма Би-би-си Don't Panic — The Truth about Population (с англ. — «Не паникуйте – правда о населении»).
Миссия OWID заключается в анализе и наглядной демонстрации глобальных изменений в истории человечества с помощью доступных и простых в использовании баз данных и графиков. По словам Розера, только использование глобальной статистики позволяет получить представление о жизни 22 млрд человек, населявших планету за последние 200 лет.

## Исследования
На основе анализа открытых источников, собранных Всемирным банком, ОЭСР, ООН, ЮНЕСКО и другими организациями, с 2013 года портал публикует исследования роста населения, глобальной бедности, выбросов парниковых газов, торговли, коэффициента рождаемости и других показателей. В этом же году создатели OWID открыли портал SDG-Tracker.org, отслеживающий прогресс стран в достижении целей устойчивого развития. Для работы над оценкой каждой темы команда OWID создаёт обширный архив специализированной информации. Публикация данных о глобальных темах на одном портале позволяет показать взаимосвязь долгосрочных тенденций в истории человечества.
| - Компиляция из пяти графиков OWID, которые иллюстрируют изменения в процентах по пяти показателям: крайняя бедность, демократия, базовое образование, вакцинация, грамотность, детская смертность, 2014 год - Ежегодные глобальные выбросы диоксида углерода по регионам мира с 1750 по 2019 год - Годовые выбросы CO₂, 2017 год - Ущерб ВВП в результате глобальных бедствий, 1990-2017 год |

### Социальные исследования
Первые крупные исследования были опубликованы на OWID в 2013 году. Среди них — мировая статистика роста населения, показавшая снижение темпов роста с 2,2 % в 1950 году до 1,05 % в 2013 году.
В 2016 году OWID опубликовал данные по ожидаемой продолжительности жизни (обновлены в 2019 году). Согласно оценкам проекта, в Средние века показатель составлял примерно 30 лет во всех регионах мира. В Эпоха Просвещения продолжительность жизни существенно увеличилась, особенно в странах с ранней индустриализацией. С 1900 года средняя продолжительность жизни в мире более чем удвоилась и в настоящее время превышает 70 лет. В 2019 году самой низкой продолжительность жизни была в Центральноафриканской Республике (53 года), а самой высокой — в Японии (83 года).

В 2018 году было опубликовано масштабное исследование урбанизации, согласно которому более половины населения Земли (около 4 млрд человек) проживало в городских районах, преимущественно в густонаселённых агломерациях. OWID прогнозирует, что к 2050 году более двух третей населения мира (около 7 млрд человек) будет проживать в городах. При этом переезд в город, как правило, сопровождается улучшением качества жизни. Также в 2018 году Розер и его коллеги выпустили таблицу экономического неравенства, составленную вместе с Энтони Аткинсом и экономистом Сальваторе Морелли. Таблица проиллюстрировала изменения показателей неравенства за последние 100 лет в 30 странах мира.
На портале также опубликована статистика по глобальной крайней бедности, основанная на данных Всемирного банка. Согласно OWID, 200 лет назад более 90 % населения планеты находились за чертой крайней бедности. Однако с конца XIX века доля бедных начала резко снижаться: если в 1981 году 42 % людей жили менее чем на $2 в день, то к 2019 году эта доля сократилась до 10 %. При этом начиная с 2000-го около 130 000 людей ежедневно выбирались из состояния крайней нищеты.

### Экология и бедствия
В 2014 году на портале был опубликован анализ стихийных бедствий, согласно которому ежегодное число жертв снизилось с примерно одного миллиона человек (в отдельные периоды XIX и XX века) до 60 тысяч. Ранее наибольшее количество смертей было связано с засухами и наводнениями, однако со временем самым смертоносным видом стихийных бедствий стали землетрясения. При этом природные катастрофы наиболее часто происходят в странах с низким и средним уровнем дохода, где отсутствует достаточная инфраструктура для реагирования и защиты населения.
В 2018 году на портале было опубликовано исследование пластикового загрязнения планеты. Согласно OWID, страны с высоким уровнем дохода производят больше пластиковых отходов на человека, однако благодаря успешному внедрению практик переработки количество попадающего в океан пластика остаётся сравнительно небольшим. Авторы заключили, что именно отсутствие грамотной системы управления отходами в наименее развитых странах является решающим фактором в загрязнении океана.
В 2017 году Our World in Data опубликовал исследование, посвящённое выбросам CO₂ и других парниковых газов по странам мира. Анализ OWID показал, что наибольший уровень выбросов зафиксирован в «нефтяных» государствах Ближнего Востока, таких как Кувейт, ОАЭ и Катар. Исследование также содержало рекомендации по снижению негативного воздействия на окружающую среду, включая сокращение использования земли, удобрений и других ресурсов при производстве продуктов питания, а также переход на низкоуглеродные альтернативы (в частности, возобновляемые источники энергии) и потребление продуктов с меньшим углеродным следом.
В 2021 году аналитики OWID опровергли популярный миф, что «у человечества осталось всего 60 урожаев» из-за деградации почв — утверждение, активно распространявшееся с 2014 года и публиковавшееся, в том числе, в The Guardian и на Би-би-си. Согласно этому утверждению, если деградация почв продолжится, через 60 лет они станут непригодными для сельского хозяйства. Аналитик OWID Ханна Ритчи показала, что не существует ни одного научного источника, подтверждающего эту цифру, и что рассчитать такой показатель невозможно: уровень деградации сильно варьируется по регионам, а большинство почв сохраняют продуктивность на сотни лет вперёд.
В 2025 году OWID показал, что даже относительно прохладные годы, связанные с Ла-Нинья, теперь теплее, чем тёплые годы прошлого, что указывает на ускорение глобального потепления. В 2024 году средняя температура впервые превысила доиндустриальный уровень на 1,5 °C; зафиксированы рекордные потери морского льда и разрушительные лесные пожары в Южной Калифорнии.

### Пандемия COVID-19

График OWID, показывающий общее количество смертей от COVID-19, 15 ноября 2021

С февраля 2021 года Our World in Data начал собирать данные по пандемии COVID-19, включая количество случаев заражения вирусом и информацию о темпах вакцинации. Несмотря на то что с самого начала мировую статистику по коронавирусу начали собирать Университет Джонса Хопкинса в Балтиморе и отдельные частные организации, на декабрь 2020 года по-прежнему отсутствовала централизованная база данных, содержащая полную информацию о трендах заболеваемости. По словам Макса Розера, даже Всемирная организация здравоохранения зачастую публиковала противоречивые численные показатели, а национальные органы размещали данные в виде изображений, которые при этом были глубоко «спрятаны» на официальных сайтах и труднодоступны для пользователей. Кроме того, статистика, представленная в научных публикациях, зачастую была недоступна из-за пейволлов в академических журналах. Метрики, сопровождающие эти данные, нередко были сложны для понимания и навигации. Our World in Data стала первой организацией, собравшей, скомпилировавшей и проанализировавшей мировую статистику по COVID-19. На тот момент в команде работали всего шесть человек.
Макс Розер и его команда полностью переработали инфраструктуру сайта, чтобы он отображал не только годовые, но и ежедневные и ежемесячные данные. С декабря 2020 года по январь 2021 года команда OWID собрала все доступные данные по COVID-19. В одних случаях информация поступала из готовых баз данных — например, от Национальной статистической службы Великобритании, в других — её приходилось вручную извлекать с изображений, размещённых организациями в социальных сетях. OWID также сотрудничал с эпидемиологами из Harvard T.H. Chan School of Public Health и Института Роберта Коха, анализируя опыт стран, которым удалось сдержать распространение вируса в первые месяцы пандемии. Профессора Оксфорда Джон Муэльбауэр и Джанин Арон участвовали в разработке статистики по избыточной смертности от COVID-19. Кроме того, OWID сотрудничал с Университетом Джонса Хопкинса, используя их агрегированные данные о заболеваемости и смертности, а с началом сбора данных по вакцинации регулярно сверял их со своей базой. Все данные с указанием источников были опубликованы в открытом репозитории OWID на GitHub, куда более 700 пользователей со всего мира внесли свыше 7 000 правок — от добавления региональных данных и переводов до выявления ошибок и предложений по улучшению. К 2021 году статистику по COVID-19 на платформе OWID просмотрели более 130 млн пользователей.
К концу 2022 года, по мере спада пандемии, OWID прекратил оперативное обновление COVID-трекера и сосредоточился на анализе накопленных данных совместно с Оксфордским институтом наук о пандемиях (англ. Pandemic Sciences Institute).

### Войны и конфликты
OWID также собирает данные о вооружённых конфликтах по всему миру и уровне смертности населения в результате военных действий, а также о последствиях войны в Украине, включая влияние на глобальные поставки зерна. В базу данных OWID включены сведения из Uppsala Conflict Data Program и Института исследований мира. Согласно исследованиям, основанным на данных OWID, число стран, вовлечённых в вооружённые конфликты, достигло рекордного уровня со времён Второй мировой войны. По состоянию на 2024 год, почти половина государств мира участвовала в тех или иных формах насилия — как напрямую, так и в составе международных коалиций.

## Использование данных
Our World in Data предоставляет доступ к актуальной социальной, экономической и экологической статистике, проиллюстрированной с помощью интерактивных графиков и карт. Все данные сопровождаются ссылками на исходные источники. На сайте размещён Data Grapher — бесплатный инструмент, позволяющий пользователям загружать собственные данные для построения диаграмм. Все визуализации доступны по свободной лицензии Creative Commons и могут свободно использоваться журналистами и учёными для публикаций и исследований.
Созданные OWID графики позволяли отслеживать подтверждённые случаи COVID-19 и смертность по странам, а также проводить сравнительные исследования с учётом численности и плотности населения, демографических показателей и уровня доходов. Статистику OWID использовали в Би-би-си, Financial Times, The New York Times, The Economist, The Atlantic, The Guardian, Организация экономического сотрудничества и развития, Всемирный банк, Международный валютный фонд и другие. Помимо этого, исследования цитируются в ведущих академических журналах, включая Science, Nature, Proceedings of the National Academy of Sciences, The Lancet. Базы данных OWID использовали на брифингах национальные лидеры, представители ООН и ВОЗ. База данных тестирования на Covid-19 была опубликована в Nature.

## Критика
В мае 2015 года Макс Розер опубликовал в своём твиттере линейную диаграмму, иллюстрирующую сокращение числа линчеваний в США. Некоторые активисты и исследователи подвергли визуализацию критике, утверждая, что она даёт недостоверное представление о масштабе расового насилия в США, поскольку основана на устаревших данных и игнорирует более актуальные статистики — например, касающиеся убийств афроамериканцев полицейскими.
В 2019 году сотрудники OWID составили общую инфографику 12 ключевых показателей глобального развития за последние 200 лет. В своём твиттере Билл Гейтс заявил, что график падения уровня крайней бедности является одной из его самых любимых иллюстраций. Это сообщение Гейтса вызвало неоднозначную реакцию в обществе и дебаты по поводу «оптимистичного подхода» Our World in Data. Так, в опубликованной в The Guardian статье «Bill Gates says poverty is decreasing. He couldn’t be more wrong» (с англ. — «Билл Гейтс говорит о том, что бедность уменьшается. Он не может совершить большей ошибки») антрополог Джейсон Хикель раскритиковал исследование OWID за то, что оно неправильно концептуализирует бедность — в прошлом большинство людей не нуждалось в деньгах по причине занятости в сельскохозяйственной сфере. По мнению Хикеля, то, что исследование называет «сокращением бедности», на самом деле было процессом лишения собственности, в результате которого люди оказались в системе эксплуатации труда. Помимо этого, Хикель указал, что граница предельной бедности в $1,9 в день является «неприлично низкой» и «зарабатывать $2 в день не означает, что вы каким-то образом внезапно избавились от крайней бедности». Антрополог также раскритиковал использованные Розером источники до 1981 года, когда информацию начал систематизировать Всемирный банк. В ответ Розер совместно с коллегой Джо Хазеллом опубликовали статью, в которой прояснили ключевые аспекты своей методологии, однако полемика о способах измерения неравенства и крайней бедности между исследователями растянулась ещё на несколько лет.
В 2024 году журналист Кристофер Кетчам подверг резкой критике Our World in Data, обвинив проект в антропоцентризме, тесной связи с «капиталистической идеологией» и создании искажённой картины «прогресса». По мнению Кетчама, OWID формирует обманчиво позитивное представление о современном мире, акцентируя внимание на избирательных показателях экономического роста и социального развития, в то время как не учитываются такие аспекты, как разрушение окружающей среды, колониальный характер «развития», деградация экосистем и вытеснение коренных культур.
В 2024 году The Guardian обратился к Our World in Data с просьбой удалить данные, согласно которым на территории Африки некогда обитало 26 млн слонов, к 1990 году их численность снизилась до 10 млн, а в XXI веке — до 500 тысяч. Эти цифры широко цитировались неправительственными организациями и СМИ как свидетельство масштабного вымирания. Однако выяснилось, что они основаны на гипотетической оценке из диссертации 1990-х годов, построенной на экстраполяции, а не на фактических данных. Позднее учёные поставили под сомнение достоверность этих оценок, указав, что они предполагали бы почти одного слона на каждый квадратный километр всей территории Африки. После обращения The Guardian команда OWID удалила соответствующую информацию с сайта.

## Награды
В 2019 году OWID выиграл европейскую интернет-премию the Lovie Awards, присуждаемую International Academy of Digital Arts and Sciences.
В ноябре 2021 года Our World in Data была присуждена Covid Innovation Heroes Award — награда организациям из Оксфордшира, которые внесли большой вклад в решение проблем, связанных с пандемией.
В 2025 году Лёвенский католический университет и Католический университет Лувена присудили почётную докторскую степень Максу Розеру за вклад в популяризацию научных данных о глобальных проблемах и за развитие платформы Our World in Data. Церемония прошла в рамках празднования 600-летия Лёвенского католического университета.
В этом же году ему была вручена премия «Голубь мира» от округа Доннерсберг в Германии. Розер получил награду за то, что с помощью Our World in Data он и его команда предоставляют научно обоснованную и открытую информацию о ключевых глобальных проблемах.